# Viktorin Vojtěch
Viktorin Vojtěch (16. července 1879, Plzeň – 11. července 1948, Praha) byl profesor fotochemie a vědecké fotografie Karlovy univerzity v Praze.

## Život a dílo
Fyziku a chemii si oblíbil již jako středoškolák. V roce 1904 absolvoval Karlovu univerzitu v Praze a hned nato odjel na univerzitu v Lipsku, aby studoval fyzikální chemii a do Vídně, aby studoval fotochemii u profesora Edera na tamním Grafickém ústavu.
V roce 1914 byl v Praze na Karlově univerzitě habilitován (jako docent) pro obor fotochemie a vědecké fotografie, a v roce 1922 se stal v tomto oboru řádným profesorem. Vedle toho působil od roku 1918 jako docent na české technice (ČVUT), od roku 1920 jako ředitel Státní grafické školy a od roku 1931 jako profesor na Přírodovědecké fakultě. Dále také založil Státní grafický ústav a inicioval založení Společnosti pro vědeckou fotografii.
Na přání České akademie věd a umění se ujal výzkumu Rukopisů (RKZ) z počátku jako skeptik, který sdílel všeobecné mínění, že jde o podvrhy. Zevrubný fotochemický výzkum jej však přivedl k závěru, že Rukopisy nemohly být napsány v době, kdy byly nalezeny, ale o pár set let předtím. Tyto výzkumné výsledky publikoval ve spisu Rukopisy Královédvorský a Zelenohorský – dokumentární fotografie (Praha 1930), který se stal východiskem ke knize obránce pravosti Rukopisů profesora Mareše Pravda o RKZ. Publikováním svého spisu se profesor Vojtěch stal terčem bezohledné novinářské kampaně. Přesto převzal v březnu 1937 na valné hromadě funkci předsedy Československé společnosti rukopisné, a to (jak se ukázalo) doživotně.
Na konci války (zřejmě při americkém bombardování Prahy v roce 1945) byl jeho dům zničen, on však vyvázl.[zdroj⁠?!] Neměl však kde bydlet a tak přespával v laboratoři svého ústavu. Ačkoliv vážně onemocněl, nebyl mu nikdy přidělen náhradní byt. Zemřel 11. července 1948 a byl pohřben v den svých nedožitých narozenin.